# 維多利亞諾洛倫索 (聖米格利托區)
維多利亞諾洛倫索（西班牙語：Victoriano Lorenzo），是巴拿馬的城鎮，位於該國中東部，由巴拿馬省的聖米格利托區負責管轄，面積2平方公里，2010年人口15,873，人口密度每平方公里7,937人。